# 토가

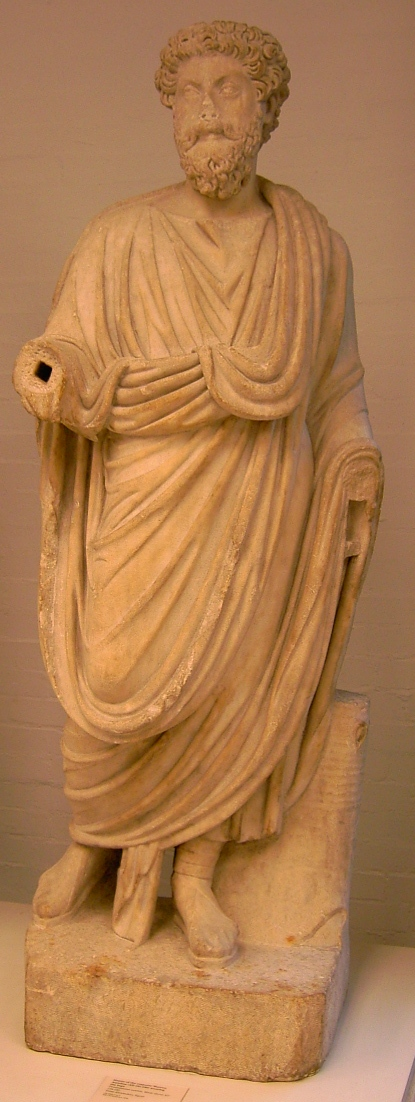
토가를 입은 마르쿠스 아우렐리우스

토가(Toga)는 고대 로마의 고유 의상이며, 대략 3.5 미터에서 6 미터 사이 길이의 반원형 옷감을 어깨와 몸 주변으로 걸쳐서 입는다. 보통은 하얀색 양모로 만들어지고, 튜닉 위에 걸친다. 고대 로마의 전승상, 로마의 창시자 로물루스가 선호하던 옷이라 전해지며 본래는 성별에 관계 없이, 그리고 민간 및 군사용 모든 목적에서 착용되었을 것이라고도 여겨진다. 로마 여성들이 점차 스톨라를 받아들이면서, 토가는 로마 남성 시민들을 위한 예복으로서 인지되었다. 매춘에 종사하던 여성들은 이 사회적 규칙의 주 예외자들에 속했을 것이다.
착용한 토가의 유형은 사회 계층 내 시민들의 계급을 반영하였다. 여러 법률들과 관습들은 시민들에게 있어 토가의 사용을 한정시켰으며, 시민들은 공공 축제가 벌어지거나 시민의 의무를 이행해야 할 상황에 토가를 착용할 것을 요구받았다.
아마 처음에는 단순하고 실용적인 작업 복장에서 시작한 토가는 더욱 다양해지고 복잡하며, 값비싸지고 점차 모든 상황보다는 공적이고 의식적 목적에 맞게 변하였다. 과거부터 토가는 고대 로마의 전통 복장으로 여겨졌고 이에 따라, 대단한 상징적 가치를 지녔었다. 하지만 로마인들 사이에서도 착용하기가 어렵고 제대로 입으려면 불편하고 어려웠으며 실질적으로 인기있는 복장은 아니었다. 상황이 된다면, 토가를 입을 자격이 있거나 입어야 하는 사람들은 좀 더 편하고 가벼운 복장을 택했다. 시민 계층 중에 하층들을 시작으로 점차 쓰이지 않게 되다가 중산층에서도 입지 않게 되다가 마침내 고위층들도 행사 시에만 입었다.

## 종류

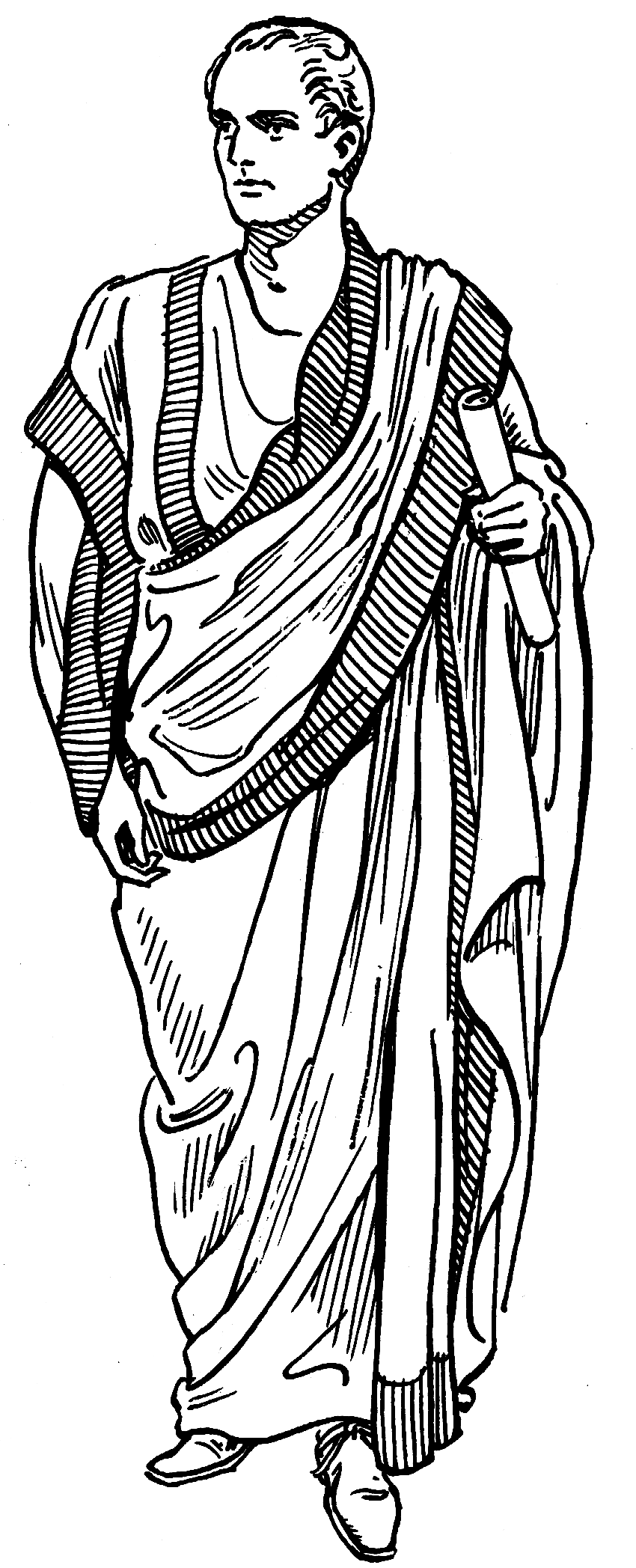
토가 프라이텍스타

토가는 양모로 된 반원형 옷으로, 보통 하얀색이고, 왼쪽 어깨와 몸 주변으로 걸쳐 입는다. 토가(toga)라는 단어는 '덥는다'를 뜻하는 '테게레'(tegere)에서 전래했을 것이다. 예복으로 여겨졌고 일반적으로 시민 계층들이 갖췄다. 로마인들은 토가를 자신들의 고유의 것으로 여겼고, 이에 따라 베르길리우스와 마르티알리스 등은 자기 민족들을 '겐스 토가타' (gens togata, 토가를 착용하는 민족)이라는 묘사를 쓰기도 했다. 토가에는 아주 많은 종류들이 있으며, 종류의 각각은 관습에 따라 특정 사용법이나 사회 계층들에게 국한되었다.
- '토가 비릴리스' (Toga virilis, '성인 남자의 토가') - '토가 알바'(toga alba) 또는 '토가 푸라'(toga pura)로도 알려졌으며 평민 성인 남성이나 고위 정무관직에 있지 않은 원로원 의원이 공적 행사 때 입었던 민무늬 하얀색 토가이다. 시민층 성인 남자임과 그에 수반되는 권한, 자유, 책임을 나타냈다.[4]
- '토가 프라이텍스타' (Toga praetexta): 옷 가장자리에 넓은 자주색 줄무늬가 들어가 있는 하얀색 토가이며, 세로로 넓은 자주색 줄무늬가 들어간 튜닉 위로 입는다. 다음과 같은 행사의 예복이었다:
- '토가 칸디아'(Toga candida, 밝은 토가) - 하얗게 보이기 위해 백악을 문지른 토가로, 로마 사회의 공직 후보자들이 착용하였다 (라틴어로 칸디아는 순백을 뜻한다).[5] 이에 페르시우스는 '크레타타 암비티오'(cretata ambitio, 분칠한 열망)을 언급한 바 있다. '토가 칸디아'는 영단어 candidate의 어원이다.
- '토가 픽타'(Toga picta, 염색한 토가) - 순수한 자주색으로 염색한 토가로, 금실이 장식되어 있었으며 '투니카 팔마타'(tunica palmata)라고 하는 유사하게 장식이 된 의복 위에 착용하였다. 개선식 때 개선 장군들이 입었다. 제정 시대에 들어서서는 집정관 및 황제 등이 착용하였다. 시간이 흘러 화려함이 증대하였고, '트라베아'(trabea)적 요소들이 결합되었다.[6]

## 역사
토가는 에트루리아인들이 공적인 자리에서 입던 옷으로부터 유래하였다. 초창기의 로마인들은 모직물로 만들어진 두꺼운 망토를 옷 위에 두르곤 했다. 로마의 두 번째 왕인 누마 폼필리우스(Numa Pompilius)의 통치 시기에 정착되었다고 추측된다. 실내에 있을 때나 밖에서 고된 노동을 할 때에는 토가를 벗었다.
토가의 형태는 시대가 흐르면서 점점 바뀌었다. 로마인들이 그리스인이나 에트루리아인들이 입던 투니카를 즐겨 입기 시작하면서, 토가는 더 두꺼워졌고 헐겁게 입었다. 그 결과 토가는 활동성이 이전보다 더 떨어졌다. 점차 토가를 입는 이들은 줄어들었으나 로마 제국 시기에도 여전히 궁중복으로 남았다.

## 같이 보기
- 고대 로마의 의상